# Wybory parlamentarne w Szwecji w 2010 roku
Wybory parlamentarne w Szwecji w 2010 roku – zorganizowane zostały 19 września 2010, w ich wyniku wyłoniony został nowy skład Riksdagu, parlamentu Szwecji liczącego 349 deputowanych. Równocześnie z wyborami parlamentarnymi przeprowadzone zostały także wybory do samorządów wojewódzkich i rad gminnych.
Rządząca centroprawicowa koalicja Sojusz uzyskała 173 mandaty, co zapewniło jej utrzymanie się u władzy, pozbawiło jednak większości parlamentarnej. Opozycyjny Blok Czerwonych-Zielonych poniósł porażkę, zdobywając 156 mandatów. Do parlamentu po raz pierwszy weszła skrajnie prawicowa partia polityczna, Szwedzcy Demokraci.

## Organizacja wyborów
Parlament Szwecji, Riksdag, wybierany jest na 4-letnią kadencję. Zwyczajowo wybory parlamentarne i regionalne odbywają się w trzecią niedzielę września. Ordynacja wyborcza opiera się na zasadzie proporcjonalności. Próg wyborczy dla partii politycznych wynosi 4%. Poprzednie wybory odbyły się 17 września 2006. Uprawnionych do głosowania było 7,12 mln obywateli.

## Partie i bloki polityczne
System polityczny Szwecji oparty jest na rywalizacji dwóch bloków partii politycznych; bloku partii centrolewicowych oraz bloku partii centroprawicowych. Od lat 30. XX wieku dominującą rolę w życiu politycznym odgrywała lewica na czele ze Szwedzką Socjaldemokratyczną Partią Robotniczą (SAP). Rządziła ona nieprzerwanie z krótkimi przerwami aż do wyborów w 2006, kiedy to władzę przejęła koalicja centroprawicy pod nazwą Sojusz dla Szwecji (później pod nazwą Sojusz) na czele z Umiarkowaną Partią Koalicyjną. Szefem rządu został wówczas Fredrik Reinfeldt, lider Partii Umiarkowanej. W 2008 na czele opozycyjnego bloku Czerwonych-Zielonych stanęła Mona Sahlin, od 2007 przewodnicząca SAP.

## Kampania wyborcza i sondaże

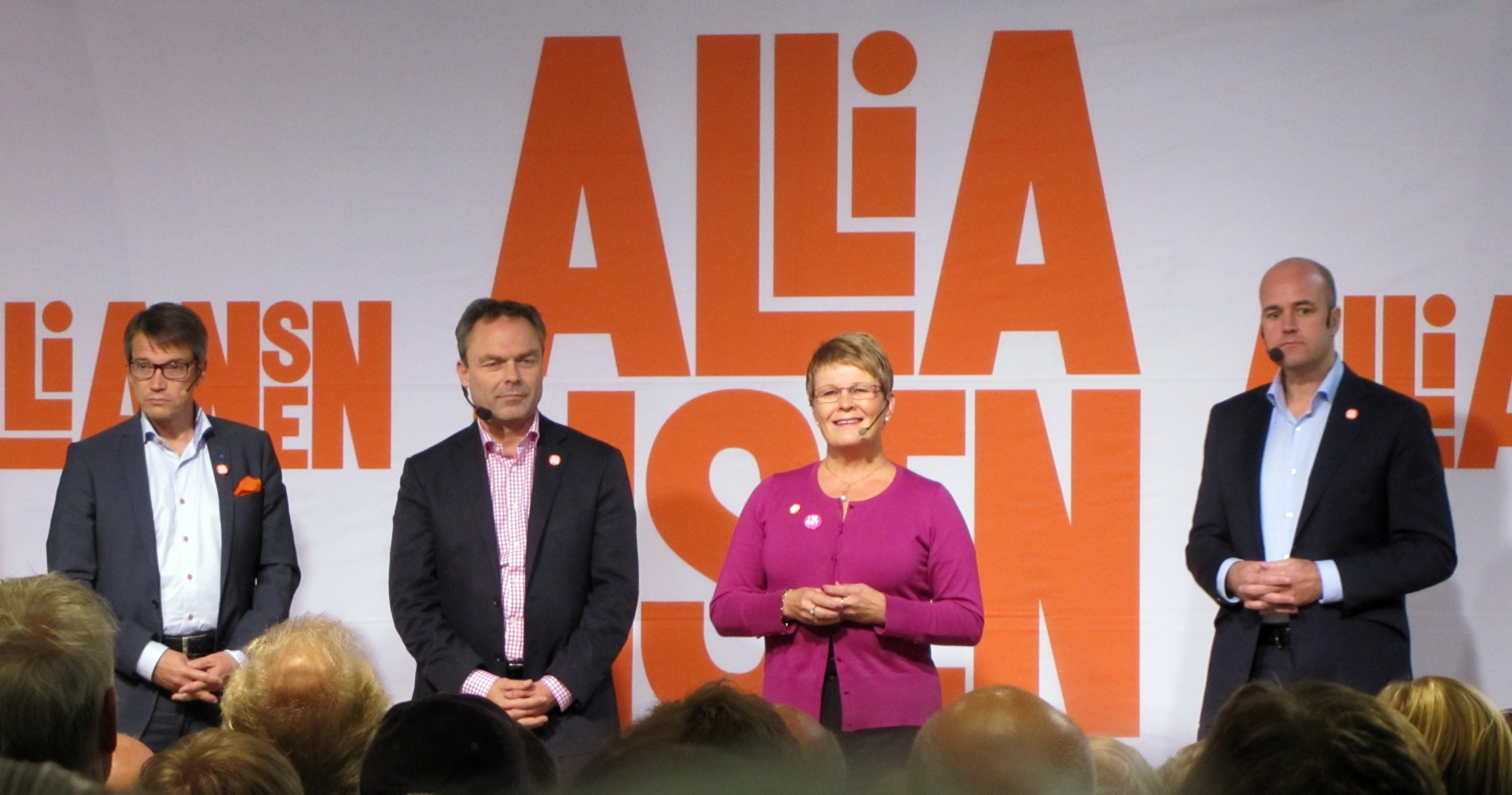
Kampania wyborcza Sojuszu

Kampania wyborcza w Szwecji była zdominowana przez sprawy związanie z kryzysem gospodarczym i jego skutkami dla krajowej gospodarki. Rządzący Sojusz podkreślał dokonania rządu premiera Reinfeldta w sprawach gospodarczych. Głosił, że pod rządami prawicy kraj stosunkowo dobrze radził się sobie z kryzysem gospodarczym. Szwecja, która w 2008 weszła w okres kryzysu gospodarczego, w II kwartale 2010 zanotowała wzrost gospodarczy na poziomie 3,7%, a deficyt budżetowy w 2010 planowany był na poziomie 2% PKB. Stosunkowo niski poziom deficytu na tle innych państw Unii Europejskiej został osiągnięty poprzez zastosowanie polityki cięć w wydatkach budżetowych, zwłaszcza w sferze wydatków socjalnych. W kampanii Sojusz zapowiadał kontynuację polityki „dyscypliny fiskalnej” i dalszego ograniczania wydatków, zakładał także zwiększenie dochodów państwa poprzez przyspieszenie procesu prywatyzacji. Od czerwca do sierpnia 2010 bezrobocie w Szwecji spadło z poziomu 9,5% do 7,4%.

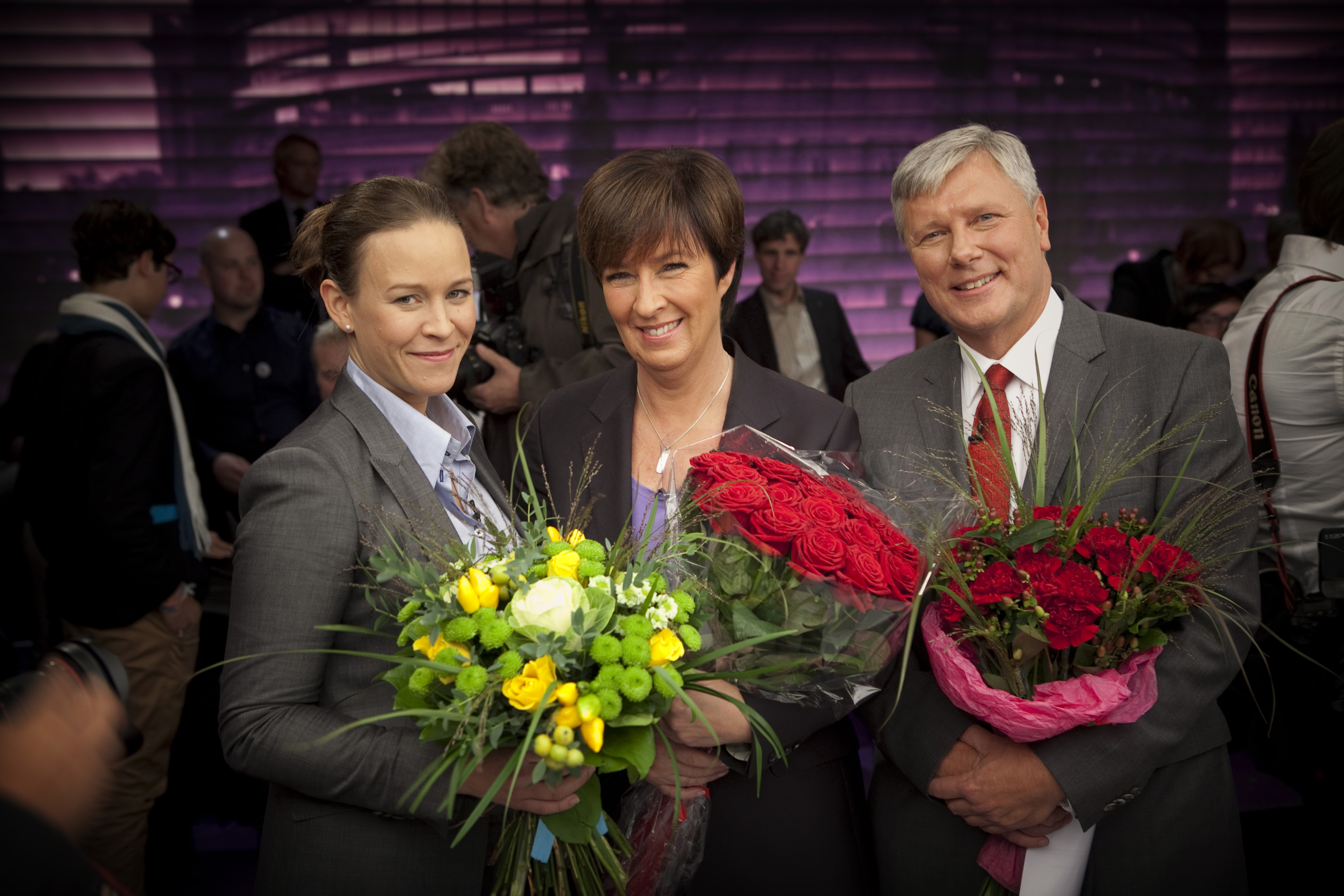
Wiec wyborczy Bloku Czerwonych-Zielonych

Blok lewicowej opozycji na czele z Moną Sahlin skupiał się głównie na problemach ludzi pracy i bezrobocia. W wyniku kryzysu gospodarczego stopa bezrobocia w 2010 wzrosła do 9,5%, w tym do 25% pośród najmłodszej grupy wiekowej. Bez pracy pozostawało 0,5 mln obywateli. Sahlin zapowiadała zmniejszenie liczby bezrobotnych, zwłaszcza wśród młodzieży oraz prowadzenie polityki służącej tworzeniu nowych miejsc pracy. W ogólnych kwestiach gospodarczych popierała politykę „odpowiedzialności finansowej”, zakładającą poziom deficytu budżetowego poniżej wymaganych przez pakt stabilizacyjny UE 3% PKB. Lewica argumentowała, że polityka prawicowego rządu stanowi zagrożenie dla szwedzkiego modelu państwa opiekuńczego, a w jej wyniku pomocy państwa pozbawionych mogłoby zostać 45 tys. obywateli. Opowiadała się za zwiększeniem podatków dla najlepiej zarabiających i przeznaczeniem uzyskanych środków na rozwój szkolnictwa, szpitali i opieki nad osobami starszymi. W trakcie kampanii przeciwnicy polityczni Mony Sahlin wytykali jej brak charyzmy i zamieszanie w przeszłości w aferę korupcyjną Toblerone.
Prowadząca w sondażach wyborczych lewica w 2010 zaczęła tracić poparcie społeczne. Jeszcze na początku 2010 jej przewaga nad rządzącym Sojuszem wynosiła średnio 8 punktów procentowych. Jednak w sierpniu i na początku września 2010 to Sojusz wysunął się na prowadzenie w sondażach badania opinii publicznej, uzyskując średnio przewagę rzędu 2%. Według sondażu ośrodka Synovate z początku września 2010, poparcie dla Sojuszu wynosiło 48,4%, podczas gdy dla Bloku Czerwonych-Zielonych 44,9%.
Według sondaży przedwyborczych po raz pierwszy szansę na wejście do parlamentu posiadali skrajnie prawicowi Szwedzcy Demokraci. W swoim programie głosili oni hasła antyimigracyjne, przeciwstawiając się ich zdaniem rosnącym wpływom islamu w kraju. Według słów ich lidera z 2009, wpływ tej religii na społeczeństwo stanowi największe zagrożenie w Szwecji od czasów II wojny światowej. W czasie kampanii partia emitowała reklamy wyborcze przedstawiające muzułmankę w burce ścigającą się po państwowy zasiłek ze szwedzką emerytką. Imigranci stanowili w Szwecji w 2009 14% ogółu jej obywateli. Zarówno prawica jak i lewica wykluczyły przed wyborami możliwość współpracy ze Szwedzkimi Demokratami w nowym parlamencie. W przededniu wyborów premier Reinfeldt zaapelował o „taktyczne głosowanie” w celu zapobiegnięciu wejściu Szwedzkich Demokratów do parlamentu, co mogłoby doprowadzić do wyłonienia składu izby, w którym żaden z dwóch głównych bloków nie posiadałby większości parlamentarnej.

## Głosowanie i wyniki wyborów

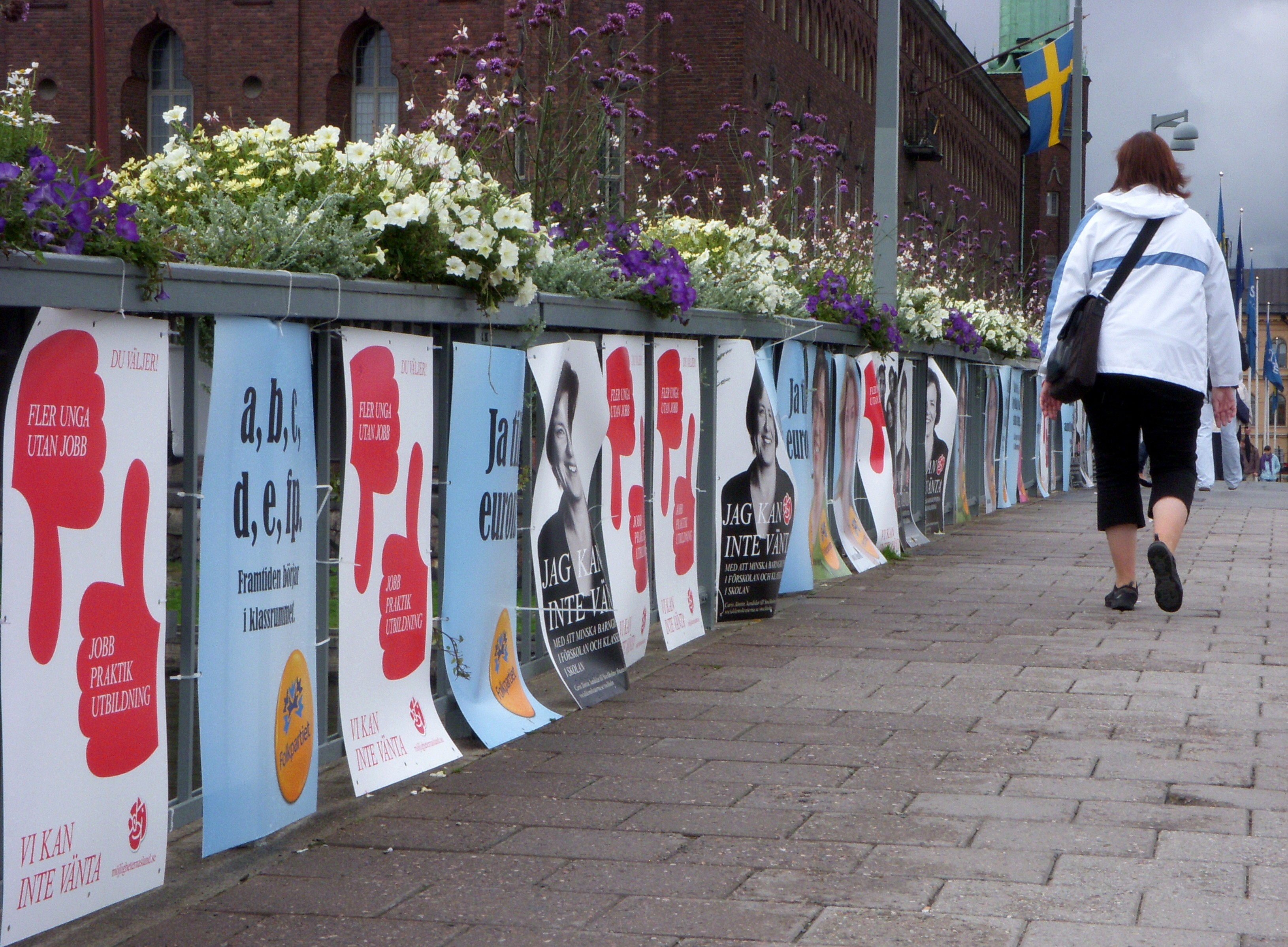
Plakaty wyborcze w Sztokholmie, 2010

Wybory parlamentarne do Riksdagu, z wynikiem 49,3% głosów poparcia i 173 zdobytymi mandatami, wygrała rządząca od 2006 centroprawicowa koalicja „Sojusz”. Blok Czerwoni-Zieloni zdobył 43,6% głosów i 156 mandatów, chociaż Szwedzka Socjaldemokratyczna Partia Robotnicza jako partia uzyskała najwięcej mandatów (112). Do parlamentu po raz pierwszy dostali skrajnie prawicowi Szwedzcy Demokraci, którzy zdobyli 20 mandatów. Frekwencja wyborcza wyniosła 84,63%.
Pomimo wygranej rządzący Sojusz utracił w większość w parlamencie, co postawiło go przed perspektywą stworzenia rządu mniejszościowego. Premier Reinfeldt wyraził w pierwszej kolejności wolę nawiązania współpracy z Partią Zielonych, jednak jej współprzewodnicząca Maria Wetterstrand zapowiedziała, że blok lewicy pozostanie po wyborach dalej zjednoczony. Oba główne bloki raz jeszcze powtórzyły swoje stanowiska o niezawiązywaniu sojuszu ze Szwedzkimi Demokratami. Wynik wyborów stanowił największą porażkę socjaldemokracji od prawie 100 lat. Mona Sahlin przyznała się do przegranej, stwierdzając, że lewica nie była w stanie zyskać zaufania wyborców. Prawicowy rząd natomiast po raz pierwszy w historii kraju uzyskał reelekcję w wyborach.
Zdaniem komentatorów istotny wpływ na wejście Szwedzkich Demokratów do parlamentu miały skutki kryzysu gospodarczego, w tym wzrost stopy bezrobocia. Partia ta ich zdaniem największe poparcie odnotowała wśród grupy osób bezrobotnych, a zwłaszcza wśród młodych mężczyzn, mających poczucie wykluczenia społecznego. Najwięcej jej zwolenników pochodziło z południa kraju, gdzie liczba imigrantów jest wyższa od średniej dla całej Szwecji. Lider Szwedzkich Demokratów, Jimmie Åkesson skarżył się po zakończeniu głosowania na nieuczciwe traktowanie jego partii w czasie kampanii, w tym brak zaproszenia na debaty wyborcze. W reakcji na wynik wyborów, stwierdził, że „dzisiaj napisana została wspólnie nowa historia”. Szwedzcy Demokraci powtórzyli sukces skrajnie prawicowej Duńskiej Partii Ludowej, która także dostała się do parlamentu i weszła w skład zaplecza politycznego tamtejszego rządu mniejszościowego.
5 października 2010 premier Reinfeldt ogłosił skład swojego nowego mniejszościowego gabinetu, złożonego z partii współtworzących koalicję Sojusz.

Wyniki wyborów do parlamentu

Poparcie dla partii politycznych w latach 2007-2010

- Szczegółowe wyniki wyborów:

| Partia polityczna | Partia polityczna                              | Liczba głosów | %      | +/–   | Liczba mandatów | +/– |
| ----------------- | ---------------------------------------------- | ------------- | ------ | ----- | --------------- | --- |
|                   | Umiarkowana Partia Koalicyjna                  | 1 791 766     | 30,06% | +3,83 | 107             | +10 |
|                   | Ludowa Partia Liberałów                        | 420 524       | 7,06%  | -0,48 | 24              | -4  |
|                   | Partia Centrum                                 | 390 804       | 6,56%  | -1,32 | 23              | -6  |
|                   | Chrześcijańscy Demokraci                       | 333 696       | 5,60%  | -0,99 | 19              | -5  |
|                   | Sojusz                                         | 2 936 790     | 49,28% | +1,03 | 173             | -5  |
|                   | Szwedzka Socjaldemokratyczna Partia Robotnicza | 1 827 497     | 30,66% | -4,33 | 112             | -18 |
|                   | Partia Zielonych                               | 437 435       | 7,34%  | +2,09 | 25              | +6  |
|                   | Partia Lewicy                                  | 334 053       | 5,60%  | -0,24 | 19              | -3  |
|                   | Blok Czerwoni-Zieloni                          | 2 598 985     | 43,6%  | -2,48 | 156             | -15 |
|                   | Szwedzcy Demokraci                             | 339 610       | 5,70%  | +2,77 | 20              | +20 |
|                   | Pozostałe partie                               | 85 023        | 1,43%  | -1,32 | 0               | 0   |
|                   | Głosy nieważne i puste                         | 68 274        | 1,13%  | -0,62 | -               | -   |
|                   | Razem                                          | 6 028 682     | 100%   | -     | 349             | -   |
| Źródło:           |                                                |               |        |       |                 |     |

## Reakcje
20 września 2010 od 6 tys. do 10 tys. osób demonstrowało w centrum Sztokholmu przeciwko wejściu Szwedzkich Demokratów do parlamentu. Demonstranci określali to ugrupowanie jako „rasistowskie” oraz jako „partię prawicowych ekstremistów”. Przed budynkiem parlamentu gromadzili się już w kilka godzin po podaniu do publicznej wiadomości wstępnych wyników wyborów, zorganizowani głównie za pośrednictwem internetowych portali społecznościowych. Podobne demonstracje odbyły się w Göteborgu (z udziałem ok. 5 tys. osób) oraz Malmö.